# طب ملکی

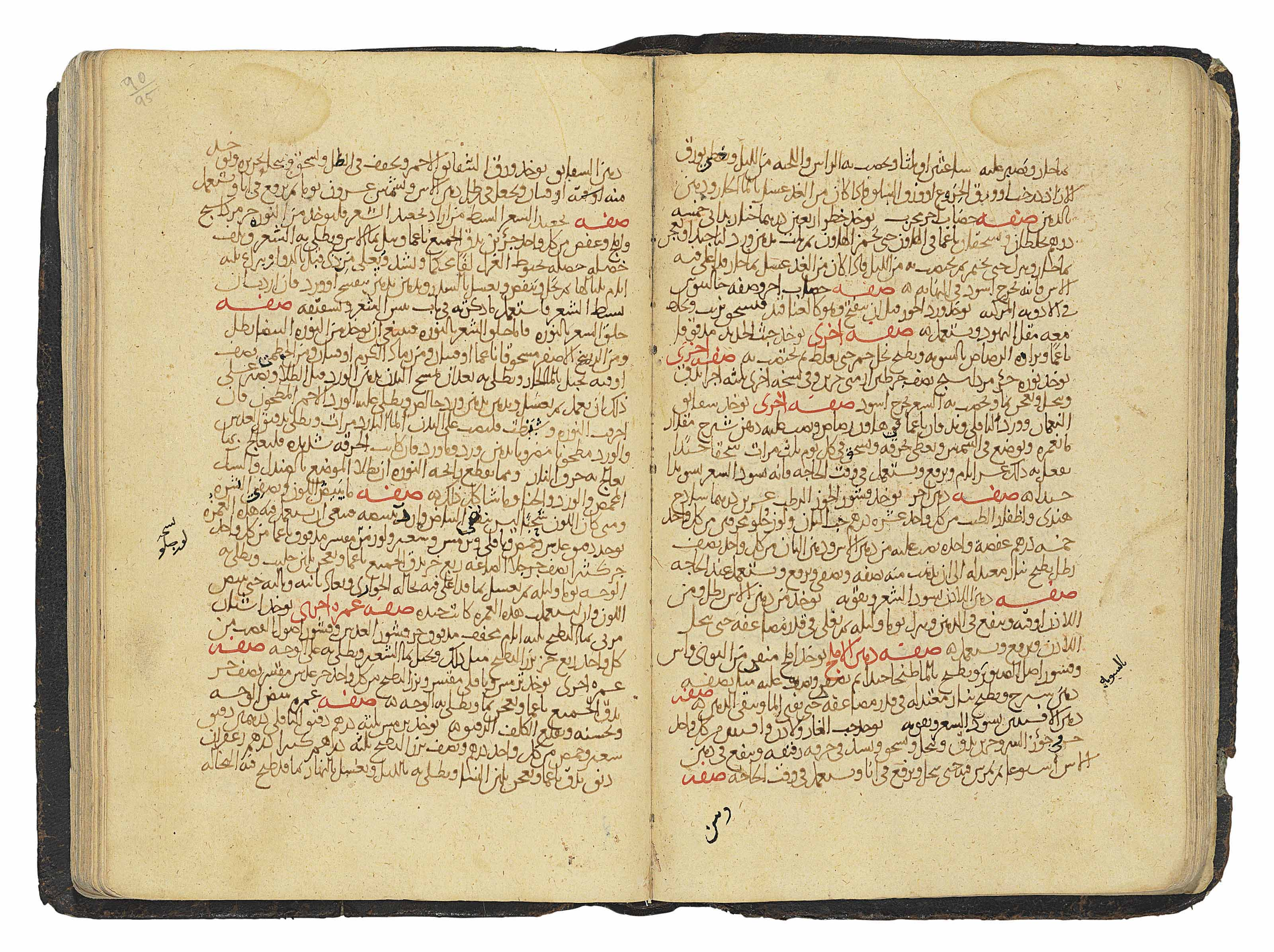
نمایی از نسخهٔ خطی کتاب کامل الصناعة الطبّیة (۱۱۴۹ میلادی)

کامل الصِّناعة الطبّیّة (به‌معنی «مرجع جامع دانش پزشکی»)، معروف به طب مَلِکی (کتاب شاهانهٔ پزشکی) یا کُنّاش مَلِکی، کتابی به عربی در رشتهٔ پزشکی، نوشتهٔ علی بن عباس مجوسی اهوازی (درگذشته در حدود ۳۸۴ ه‍.ق)، از پزشکان ایرانی است.
این کتاب، از همان روزگار تألیف آن، مدت‌ها کتاب درسی آموزش پزشکی بوده است، و به روایت جمال‌الدین قفطی، پس از تألیف کتاب قانون در طب پورسینا بود که این کتاب کنار گذاشته شد و قانون جای آن را گرفت. قفطی می‌افزاید: «هرچند کتاب مَلِکی در عمل از قانون بهتر است، لکن قانون از جهت علمی بر آن برتری دارد».
علی بن عباس کتاب خود را به نام عضدالدولهٔ دیلمی (فناخسرو)، که از سال ۳۳۸ تا ۳۷۲ هجری قمری پادشاهی کرد، تألیف نمود.
شهرت المجوسی به دلیل توضیحات دقیق وی دربارهٔ دستگاه گردش خون و پلورزی و همچنین اهمیت رژیم غذایی و تمرینات بدنی در نگهداری از سلامت است.
او در پیشگفتار این کتاب می‌گوید: «کتاب‌های پزشکی پیشینیان و هم‌روزگاران را از زمان بقراط تا این زمان، آنچه دیدم، ناقص بود، و کتابی کامل و فراگیرِ همهٔ فن‌ها و گونه‌های پزشکی تا این زمان تألیف نشده است.» کتاب مَلِکی دربرگیرندهٔ همهٔ فنون طب است.
این کتاب شامل ضروری‌ترین نوشته‌های پزشکی بود که دانشجویان پزشکیِ آن زمان به آن نیاز داشتند و تاریخ‌نگاران علم پزشکی مانند لوسین لوکلرک و آرتورو کاستیگلیونی بارها به اهمیت آن اشاره کرده‌اند.
این کتاب در ۲۰ فصل نگاشته شده که ۱۰ فصل نخست آن به نظریات پزشکی و ۱۰ فصل دوم آن به پزشکی بالینی و عملی اختصاص یافته.
کتاب مَلِکی در ۵۲۹ م به زبان لاتین ترجمه شده و چند بار به چاپ رسیده است. در سده یازدهم میلادی در اروپا بدون اینکه شناختی از مؤلف آن داشته باشند بخش‌هایی از آن را ترجمه کرده‌اند و این کتاب انتشار بسیاری در اروپا داشته است.
جلد یکم این کتاب در سال ۱۳۸۸ به فارسی ترجمه شده است.